# Măgura (Buzău)
Măgura é uma comuna romena localizada no distrito de Buzău, na região de Valáquia. Sua população era de 2226 habitantes segundo o censo de 2007.
A comuna está localizada às margens direitas do Rio Buzău, e inclui as duas aldeias de Ciuta e Măgura. De 1968 até 2004, as aldeias e Ojasca e Unguriu faziam parte da comuna, até serem divididas para integrar a comuna Unguriu.